# Musikfarbe
Musikfarbe ist ein Medienbegriff, der seit Beginn der 1990er-Jahre verwendet wird.
Im Hörfunk bezeichnet sie einen zeitlich eingegrenzten Musikstil (z. B. Rockmusik der 1970er-Jahre), „dem von einer Zielgruppe eine homogene Verträglichkeit und Affinität zugemessen wird, also marketing-theoretisch gesprochen ein Musik-Cluster“.
Die Musikfarbe ist damit ein zentrales, kalkulierbares Element für Formatradios. Bei diesen Sendern ist nicht nur die Musik, sondern das gesamte Programm „durchformatiert“. Der Moderator passt sich in Stimme, Wortwahl und Themen dem präsentierten Musikstil an.